# 第41回アカデミー賞
第41回アカデミー賞（だい41かいアカデミーしょう）は、1969年4月14日に発表・授賞式が行われた。

## 式典
第41回目を迎えたアカデミー賞授賞式では、キャロル・リードの『オリバー!』が作品賞・監督賞を受賞したが、俳優部門ではそれぞれ異なる作品に出演した俳優が受賞するなど、分散した結果となった。主演女優賞ではキャサリン・ヘプバーンとバーブラ・ストライサンドが得票同数で並んだため、史上稀に見る2人同時受賞となった。
また、長編ドキュメンタリー映画賞は『ヤング・アメリカンズ/歌え青春!』が受賞したが、1967年にすでに公開されていたことが判明したため、5月8日になって『Journey Into Self』にオスカーが与えられた。

## 候補と受賞の一覧
太字は受賞である。また、以下での人名表記は
1. 作品の日本語公式情報およびAMPAS公式サイトの日本版とWOWOWによる授賞式放送での表記に準ずる。
2. 見当たらない場合はデータベースサイトなどを参考。
3. それでもない場合は英語表記のままとする。

| 作品賞 | 監督賞 |
| --- | --- |
| - 『オリバー!』 – ジョン・ウルフ - 『ファニー・ガール』 – レイ・スターク - 『冬のライオン』 – ジョーゼフ・E・レヴィーン、Jane C. Nusbaum、マーティン・ポール - 『レーチェル レーチェル』 – ポール・ニューマン - 『ロミオとジュリエット』 – ジョン・ブレイボーン、アンソニー・ハヴロック・アーラン | - キャロル・リード – 『オリバー!』 - アンソニー・ハーヴェイ – 『冬のライオン』 - スタンリー・キューブリック – 『2001年宇宙の旅』 - ジッロ・ポンテコルヴォ – 『アルジェの戦い』 - フランコ・ゼフィレッリ – 『ロミオとジュリエット』                                                                                                  |
| 主演男優賞 | 主演女優賞 |
| - クリフ・ロバートソン – 『まごころを君に』 - アラン・アーキン – 『愛すれど心さびしく』 - アラン・ベイツ – 『フィクサー』 - ロン・ムーディ – 『オリバー!』 - ピーター・オトゥール – 『冬のライオン』 | - キャサリン・ヘプバーン – 『冬のライオン』 - バーブラ・ストライサンド – 『ファニー・ガール』 - パトリシア・ニール – The Subject Was Roses - ヴァネッサ・レッドグレイヴ – 『裸足のイサドラ』 - ジョアン・ウッドワード – 『レーチェル レーチェル』                                                                                   |
| 助演男優賞 | 助演女優賞 |
| - ジャック・アルバートソン – The Subject Was Roses - シーモア・カッセル – 『フェイシズ』 - ダニエル・マッセイ – 『スター!』 - ジャック・ワイルド – 『オリバー!』 - ジーン・ワイルダー – 『プロデューサーズ』 | - ルース・ゴードン –『ローズマリーの赤ちゃん』 - リン・カーリン – 『フェイシズ』 - ソンドラ・ロック – 『愛すれど心さびしく』 - ケイ・メドフォード – 『ファニー・ガール』 - エステル・パーソンズ – 『レーチェル レーチェル』 |
| 脚本賞 | 脚色賞 |
| - 『プロデューサーズ』 – メル・ブルックス - 『フェイシズ』 – ジョン・カサヴェテス - 『2001年宇宙の旅』 – スタンリー・キューブリック、アーサー・C・クラーク - 『アルジェの戦い』 – フランコ・ソリナス、ジッロ・ポンテコルヴォ - Hot Millions – アイラ・ワラック、ピーター・ユスティノフ | - 『冬のライオン』 – ジェームズ・ゴールドマン - 『オリバー!』 – ヴァーノン・ハリス - 『ローズマリーの赤ちゃん』 – ロマン・ポランスキー - 『おかしな二人』 – ニール・サイモン - 『レーチェル レーチェル』 – スチュワート・スターン                                                                                                   |
| 長編ドキュメンタリー映画賞 | 短編ドキュメンタリー映画賞 |
| - Journey into Self – Bill McGaw 、Western Behavioral Sciences Institute - A Few Notes on Our Food Problem – 米国海外情報局 - Creating The Legendary Champions – ウィリアム・ケイトン - Other Voices – デヴィッド・H・ソーヤー - 『ヤング・アメリカンズ/歌え青春!』 – ロバート・コーン 、アレクサンダー・グラスコフ | - Why Man Creates – ソール・バス - The House That Ananda Built – Films Division, Government of India - The Revolving Door – Vision Associates Production for the American Foundation Institute of Corrections - A Space to Grow' – 経済機会局 - A Way Out of the Wilderness – ダン・E・ワイズバード                                 |
| 短編実写映画賞 | 短編アニメ映画賞 |
| - Robert Kennedy Remembered – Guggenheim Productions - The Dove – Coe-Davis Ltd. - Duo – カナダ国立映画製作庁 - Prelude – Prelude Co. | - 『プーさんと大あらし』 – ウォルト・ディズニー - The House That Jack Built – カナダ国立映画製作庁 - The Magic Pear Tree – Murakami-Wolf Films - Windy Day – ハブリー・スタジオ |
| 作曲賞 | 編曲賞 |
| - 『冬のライオン』 – ジョン・バリー - 『猿の惑星』 – ジェリー・ゴールドスミス - 『華麗なる賭け』 – ミシェル・ルグラン - 『栄光の座』 – アレックス・ノース - 『女狐』 – ラロ・シフリン | - 『オリバー!』 – ジョン・グリーン - 『スター!』 – レニー・ヘイトン - 『フィニアンの虹』 – レイ・ハインドーフ - 『ロシュフォールの恋人たち』 – ミシェル・ルグラン (作曲・編曲)、ジャック・ドゥミ (作詞) - 『ファニー・ガール』 – ウォルター・シャーフ                                                                               |
| 歌曲賞 | 録音賞 |
| - ｢風のささやき｣（『華麗なる賭け』） – ミシェル・ルグラン（作曲）、アラン・バーグマン（作詞）、マリリン・バーグマン（作詞） - "Chitty Chitty Bang Bang"（『チキ・チキ・バン・バン』） – リチャード・M・シャーマン（作詞・作曲）、ロバート・B・シャーマン - "For Love of Ivy"（『愛は心に深く』） – クインシー・ジョーンズ（作曲）、ボブ・ラッセル (作詞) - "Funny Girl"（『ファニー・ガール』） – ジューリー・スタイン（作曲）、ボブ・メリル (作詞) - "Star!"（『スター!』） – ジミー・ヴァン・ヒューゼン（作曲）、サミー・カーン（作詞） | - 『オリバー!』 – シェパートン・スタジオ・サウンド部 - 『ファニー・ガール』 – コロンビア・スタジオ・サウンド部 - 『スター!』 – 20世紀フォックス・スタジオ・サウンド部 - 『ブリット』 – ワーナー・ブラザース＝セヴン・アーツ・スタジオ・サウンド部 - 『フィニアンの虹』 – ワーナー・ブラザース＝セヴン・アーツ・スタジオ・サウンド部 |
| 外国語映画賞 | 衣裳デザイン賞 |
| - 『戦争と平和』 (ソ連) - セルゲイ・ボンダルチュク - The Boys of Paul Street (ハンガリー) - 『火事だよ!カワイ子ちゃん』 (チェコスロヴァキア) - The Girl with the Pistol (イタリア) - 『夜霧の恋人たち』 (フランス) | - 『ロミオとジュリエット』 – ダニロ・ドナティ - 『スター!』 – ドナルド・ブルックス - 『オリバー!』 – フィリス・ダルトン - 『冬のライオン』 – マーガレット・ファース - 『猿の惑星』 – モートン・ハック |
| 美術賞 | 撮影賞 |
| - 『オリバー!』 – テレンス・マーシュ (美術)、ヴァーノン・ディクソン (装置)、ケン・マグルストン (装置) - 『戦争と平和』 – ミハイル・ボグダノフ (美術)、Gennady Myasnikov (美術)、ケオルギ・コシェレフ (装置)、V. Uvarov (装置) - 『栄光の座』 – ジョージ・W・デイヴィス (美術)、エドワード・C・カーファグノ (美術) - 『スター』 – ボリス・レヴェン (美術)、ウォルター・M・スコット (装置)、ハワード・ブリストル (装置) - 『2001年宇宙の旅』 – アンソニー・マスターズ (美術)、ハリー・ラング (美術)、アーニー・アーチャー (美術)            | - 『ロミオとジュリエット』 – パスクァリーノ・デ・サンティス - 『北極の基地/潜航大作戦』 – ダニエル・L・ファップ - 『スター!』 – アーネスト・ラズロ - 『オリバー!』 – オズワルド・モリス - 『ファニー・ガール』 – ハリー・ストラドリング                                                                                             |
| 編集賞 | 特殊効果賞 |
| - 『ブリット』 – フランク・P・ケラー - 『おかしな二人』 – Frank Bracht - 『狂った青春』 – フレッド・フェイシャンズ、エヴァ・ニューマン - 『オリバー!』 – ラルフ・ケンプラン - 『ファニー・ガール』 – ロバート・スワンク、モーリー・ウィネットローブ、ウィリアム・サンズ | - 『2001年宇宙の旅』 – スタンリー・キューブリック - 『北極の基地/潜航大作戦』 – ハル・ミラー、ジョセフ・マクミラン・ジョンソン |

### 統計
| 複数候補: - 11 候補: 『オリバー!』 - 8 候補: 『ファニー・ガール』 - 7 候補: 『冬のライオン』『スター!』 - 4 候補: 『2001年宇宙の旅』、『レーチェル レーチェル』、『ロミオとジュリエット』 - 3 候補: 『フェイシズ』 - 2 候補: 『アルジェの戦い』、『ブリット』、『愛すれど心さびしく』、『北極の基地/潜航大作戦』、『おかしな二人』、『猿の惑星』、『プロデューサーズ』、『ローズマリーの赤ちゃん』、『栄光の座』、The Subject Was Roses、『華麗なる賭け』、『戦争と平和』 | 複数受賞. - 6 受賞: 『オリバー!』(1つは名誉賞) - 3 受賞: 『冬のライオン』 - 2 受賞: 『ロミオとジュリエット』 |

### ジーン・ハーショルト友愛賞
- マーサ・レイ

### アカデミー名誉賞
- ジョン・チェンバース (『猿の惑星』のメイクアップに対して)
- オナ・ホワイト (『オリバー!』の振り付けに対して)

### プレゼンター
| プレゼンター             | 賞                                                                |
| ------------------------ | ----------------------------------------------------------------- |
| イングリッド・バーグマン | 主演女優賞 撮影賞                                                 |
| イングリッド・バーグマン | 監督賞                                                            |
| ダイアン・キャロル       | 監督賞                                                            |
| ジェーン・フォンダ       | 監督賞                                                            |
| ロザリンド・ラッセル     | 監督賞                                                            |
| ナタリー・ウッド         | 監督賞                                                            |
| ダイアン・キャロル       | 視覚効果賞 ドキュメンタリー映画賞 名誉賞（オナ・ホワイト）        |
| トニー・カーティス       | 助演女優賞 短編実写映画賞 短編アニメ映画賞 ドキュメンタリー映画賞 |
| ジェーン・フォンダ       | 外国語映画賞 衣装デザイン賞 短編実写映画賞 短編アニメ映画賞       |
| ボブ・ホープ             | ジーン・ハーショルト友愛賞                                        |
| バート・ランカスター     | 主演男優賞 視覚効果賞 科学技術賞                                  |
| マーク・レスター         | 名誉賞（オナ・ホワイト）                                          |
| ヘンリー・マンシーニ     | 編曲賞                                                            |
| マーニ・ニクソン         | 編曲賞                                                            |
| ウォルター・マッソー     | 編集賞 外国語映画賞 名誉賞（ジョン・チェンバース）                |
| グレゴリー・ペック       | 作曲賞                                                            |
| ピンク・パンサー         | 短編アニメ映画賞                                                  |
| シドニー・ポワチエ       | 作品賞                                                            |
| ドン・リックルズ         | 脚本賞                                                            |
| ロザリンド・ラッセル     | 作曲賞 録音賞 脚色賞                                              |
| フランク・シナトラ       | 助演男優賞 歌曲賞 脚本賞 脚色賞                                   |
| ナタリー・ウッド         | 美術賞 科学技術賞                                                 |

### パフォーマー
- ホセ・フェリシアーノ "The Windmills of Your Mind"（『華麗なる賭け』）
- アレサ・フランクリン "Funny Girl"（『ファニー・ガール』）
- アビー・リンカーン "For the Love of Ivy"（『愛は心に深く』）
- シドニー・ポワチエ、イングリッド・バーグマン、ポーラ・ケリー、バート・ランカスター、UCLA Band "Chitty Chitty Bang Bang"（『チキ・チキ・バン・バン』）
- フランク・シナトラ "Star!"（『スター!』）